# Lucia Klocová

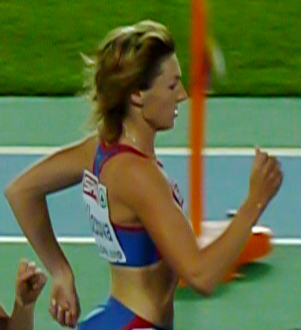
Lucia Klocová bei den Europameisterschaften 2010

Lucia Klocová (* 20. November 1983 in Martin) ist eine slowakische Mittelstreckenläuferin.
Sie gewann Bronze über 800 Meter bei den Juniorenweltmeisterschaften 2000 und wurde 2011 Juniorenweltmeisterin. Bei den Juniorenweltmeisterschaften 2002 wurde sie Zweite. Klocová nahm 2004 und 2008 an den Olympischen Spielen teil. Bei den Europameisterschaften 2010 in Barcelona wurde sie Vierte. Bei ihren dritten Olympischen Spielen kam sie 2012 in London auf Platz fünf über 1500 Meter.
Sie wird trainiert von Pavel Slouka und ihr Klub ist AK ZTS Martin, wohin sie nach acht Jahren bei Slávia UK Bratislava zurückkehrte.